# Stazione di Ponferrada
La stazione di Ponferrada (in spagnolo Estación de Ponferrada) è la principale stazione ferroviaria di Ponferrada, Spagna, sulla linea León - A Coruña.

## Servizi ferroviari
È servita da treni regionali (con destinazioni come León e Vigo-Guixar, e nazionali (servizi Alvia, Intercity e Trenhotel) con collegamenti diretti a Madrid-Chamartín, Barcellona Sants, Bilbao, Irun/Hendaye o A Coruña.